# Salambó (película)
Salambó (en italiano: Salambò; en francés: Salammbô) es una película de drama histórico franco-italiana de 1960 dirigida por Sergio Grieco. Se basa libremente en la novela Salambó de Gustave Flaubert.

## Argumento
Durante el siglo III a. C. una horda de bárbaros son contratados por la ciudad fenicia de Cartago para luchar contra el imperio romano, pero cuando el gobernante de la ciudad no puede cumplir con el pago prometido a los mercenarios, atacan el asentamiento africano, donde Salambó, la hija del rey y suma sacerdotisa del templo de Cartago, intenta arreglar el asunto cuando el líder bárbaro que se ha enamorado de ella roba el velo sagrado de Cartago del templo.

## Reparto
- Jacques Sernas como Mathos.
- Jeanne Valérie como Salambó.
- Edmund Purdom como Narr Havas.
- Riccardo Garrone como Amilcar Barca.
- Arnoldo Foà como Spendius.
- Charles Fawcett como Hanon.
- Kamala Devi como Neshma (versión francesa).
- Brunella Bovo como Neshma (versión italiana).
- Andrea Aureli como Kohamir.
- Raf Baldassarre como Capo Mercenario.
- Nando Tamberlani como Gran Sacerdote.
- Ivano Staccioli como Gell.

## Lanzamiento
Salambó se estrenó en Italia el 16 de septiembre de 1960 con una duración de 110 minutos. Fue lanzada en los Estados Unidos en octubre de 1962 con una duración de 72 minutos.